# Eugoa pulverosa
Eugoa pulverosa là một loài bướm đêm thuộc phân họ Arctiinae, họ Erebidae.